# St. Michaelis (Grockstädt)

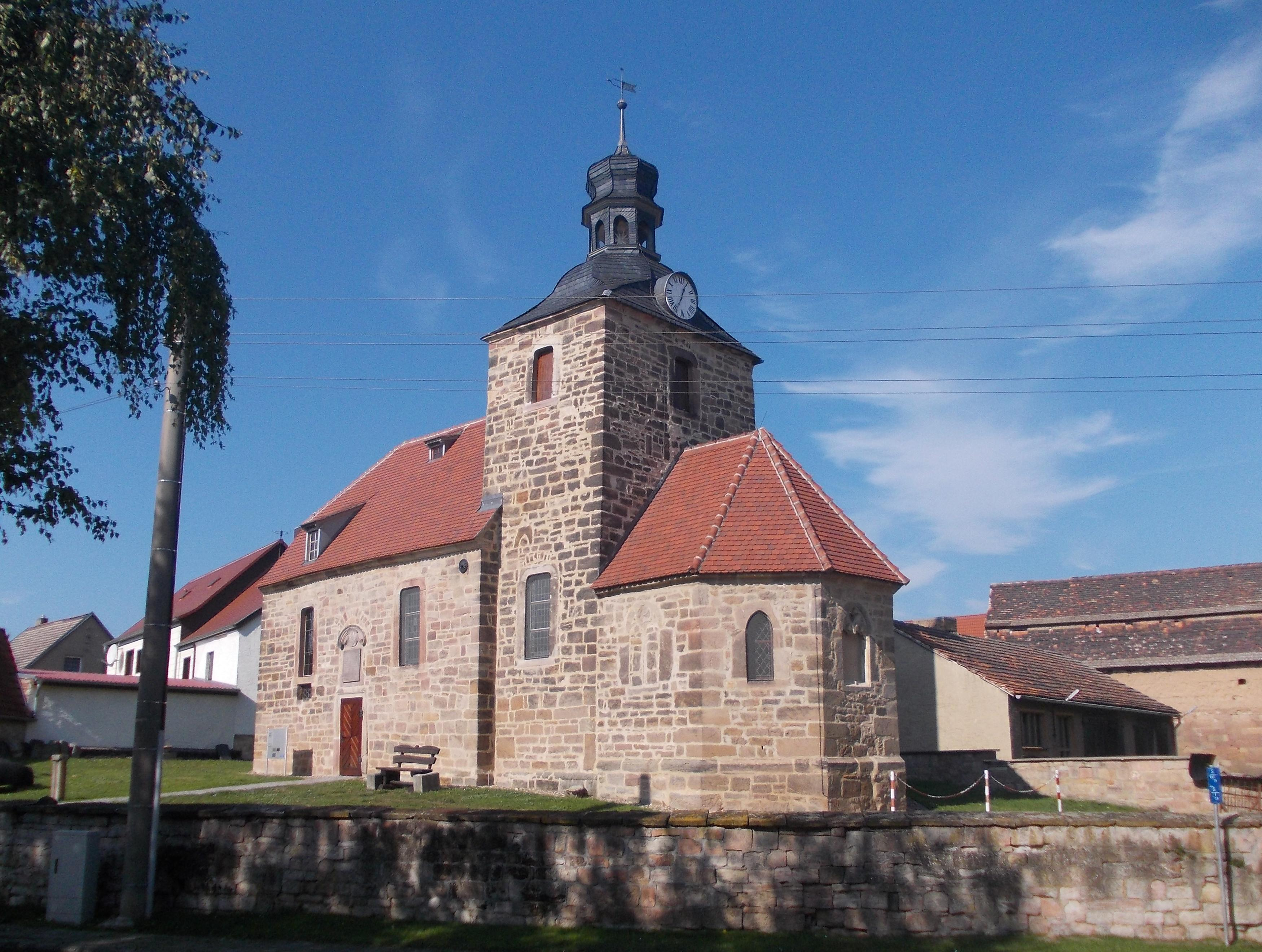
Grockstädt, St. Michaelis

St. Michaelis, auch Chorturmkirche Grockstädt genannt, ist eine denkmalgeschützte Kirche im Ortsteil Grockstädt der Stadt Querfurt in Sachsen-Anhalt. Im örtlichen Denkmalverzeichnis ist sie unter der Erfassungsnummer 094 05913 als Baudenkmal verzeichnet.

## Geschichte

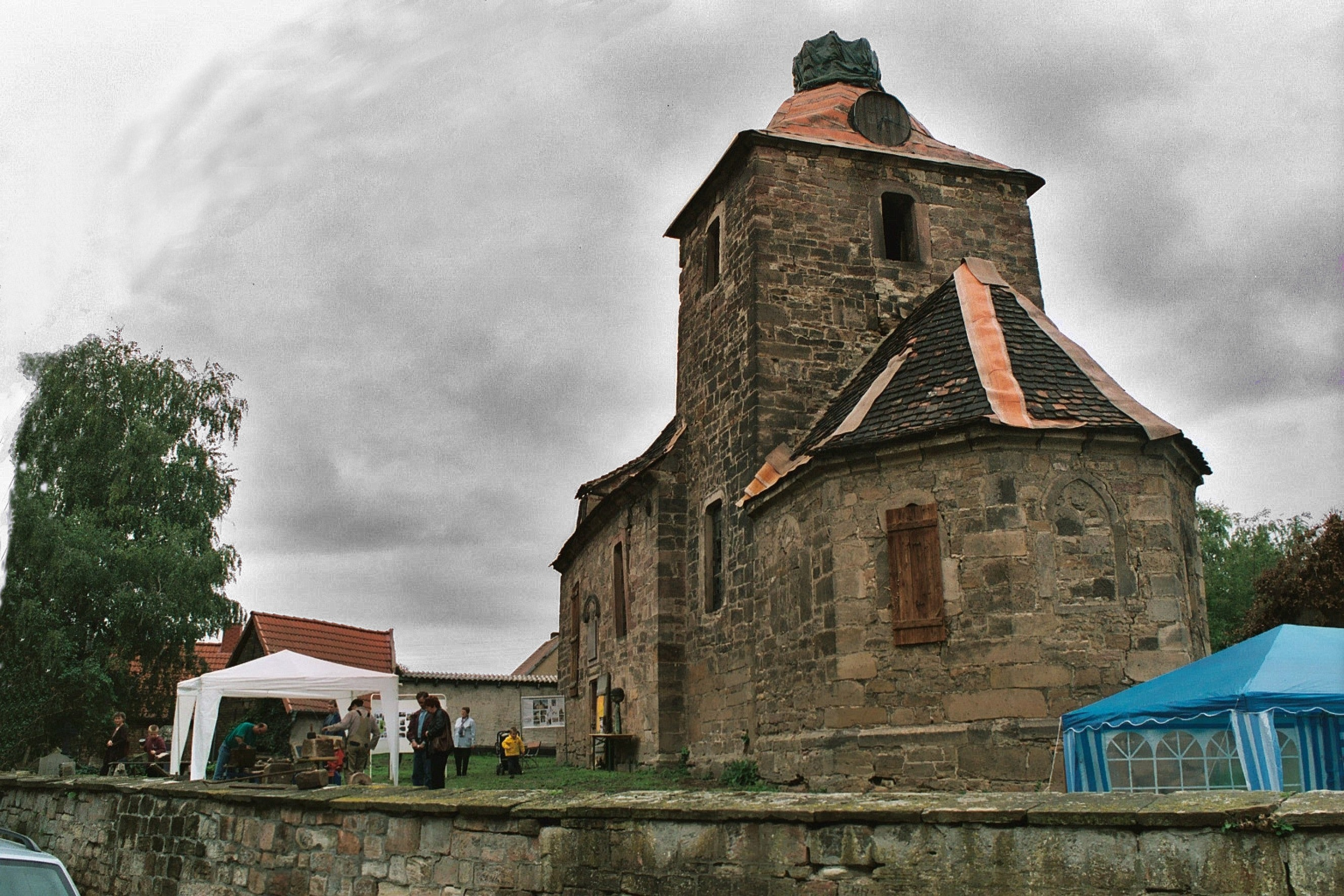
Die Kirche ohne Turmhelm, vor 2009

Erste Funde eines Kirchengebäudes gehen auf das 11. Jahrhundert zurück. 1179 wird die Kirche erstmals erwähnt, 1721 inschriftlich dann das Kirchenschiff neu erbaut. Bereits im 15. Jahrhundert wurde der dreiseitige Chor angefügt. 1891/1892 wurde das Innere umgestaltet und die Kirche renoviert.
1982 wurde der letzte Gottesdienst gefeiert. 1984 wurde die Kirche leer geräumt und aufgegeben. Danach verfiel das Gotteshaus.
2002 wurde der Förderverein Kirche Sankt Michaelis Grockstädt e. V. gegründet, der seither schrittweise die die Kirche wiederherrichtet. Diese Arbeiten geschahen weitgehend in Eigeninitiative. Noch 2002 erfolgte eine erste Dachnotsicherungen mit altem Förderband von der Agrargenossenschaft Weißenschirmbach, 2003 dann die Notsicherung des Turmes und 2009 eine Turminstandsetzung.

## Zeitachse
1179 – Urkundliche Ersterwähnung Grockstedts und seiner Kirche. Am 19. Oktober 1179 bestätigte Papst Alexander III. dem Sankt Wiperti Kloster in Quedlinburg seine Vorrechte, insbesondere das Patronatsrecht über die Kirchen Sman, Letenstede, Ekstede und (Brokenstede).
1327 – Grockstedt ist mit 10 Hufen und Höfen zum Tafelgut der Stift-Äbtissin in Quedlinburg gehörig. (Grochstede)
1368 – Gebhardt von Querfurt stiftet Goldmark für die Filiale Grockstedt.
1481 – Brun von Querfurt erhält die Vogtei über das Quedlinburger Stift, dadurch auch das Dorf Grockstedt. (In dieser Zeit könnte die gotische Apsis gebaut worden sein.)
1525 – 13 Höfe werden gezählt.
1539 – Einführung der Reformation.
1615 – Die einzige noch in der Kirche erhaltene, im Durchmesser 86 cm große Glocke, wird von Hyronimus Moerinck zu Erfurt gegossen.
1721 – Der Kirchenbau entsteht so, wie wir ihn heute noch vorfinden. Über der Eingangstür erinnert eine Kartusche aus Sandstein mit einer Inschrift und der Jahreszahl 1721.
1733 – Anschaffung einer Orgel, vorher Verkauf von Kirchgemeindefläche für 32 Thaler (Orgelrain).
1734 – Am 27.06. Einweihung der neu gebauten Kirche.
1785 – Eine neue Orgel wird schon wieder nötig.
1878 – Die jetzige Orgel wird eingebaut. (Meister Apel, Querfurt) 2. Glocke in Laucha umgegossen.
1891 – Kirchendach wird um gedeckt. Triumphbogen mit eisernem Zuganker versehen.
1892 – Neue Wetterfahne. Die Gemeinde bezahlt eine Turmuhr. Der jetzige Fußboden wird eingebaut. Kirchentür wird einflügelig. Die Westseite erhält einen zweiten Eingang.
1938 – Arbeiten am Schieferdach.
1943 – Einschmelzen der 2. Glocke.
1966 – Umdeckung des Kirchenschiffes. Reparatur der Holztonne.
2002 – Gründung des Fördervereins.
2009 – Komplette Sanierung des Turmdaches.
2010 – Komplette Sanierung des Kirchenschiffdaches.
2011 – Komplette Sanierung des Apsisdaches. Verputzen der Altarwand.
2013 – Restaurierung der Turmuhr und Inbetriebnahme.
2015 – Fußbodensanierung Apsis.
2016 – Innenputzarbeiten in der Apsis.

## Architektur und Ausstattung
Die Kirche ist eine einschiffige Chorturmkirche aus steinsichtigem Bruchsteinmauerwerk. Der dreiseitige Ostchor zeigt teils vermauerte spitzbogige Maßwerkfenster, das Kirchenschiff ist rechteckig. Der Turm wird durch eine welsche Haube mit schiefergedeckter Laterne bekrönt.

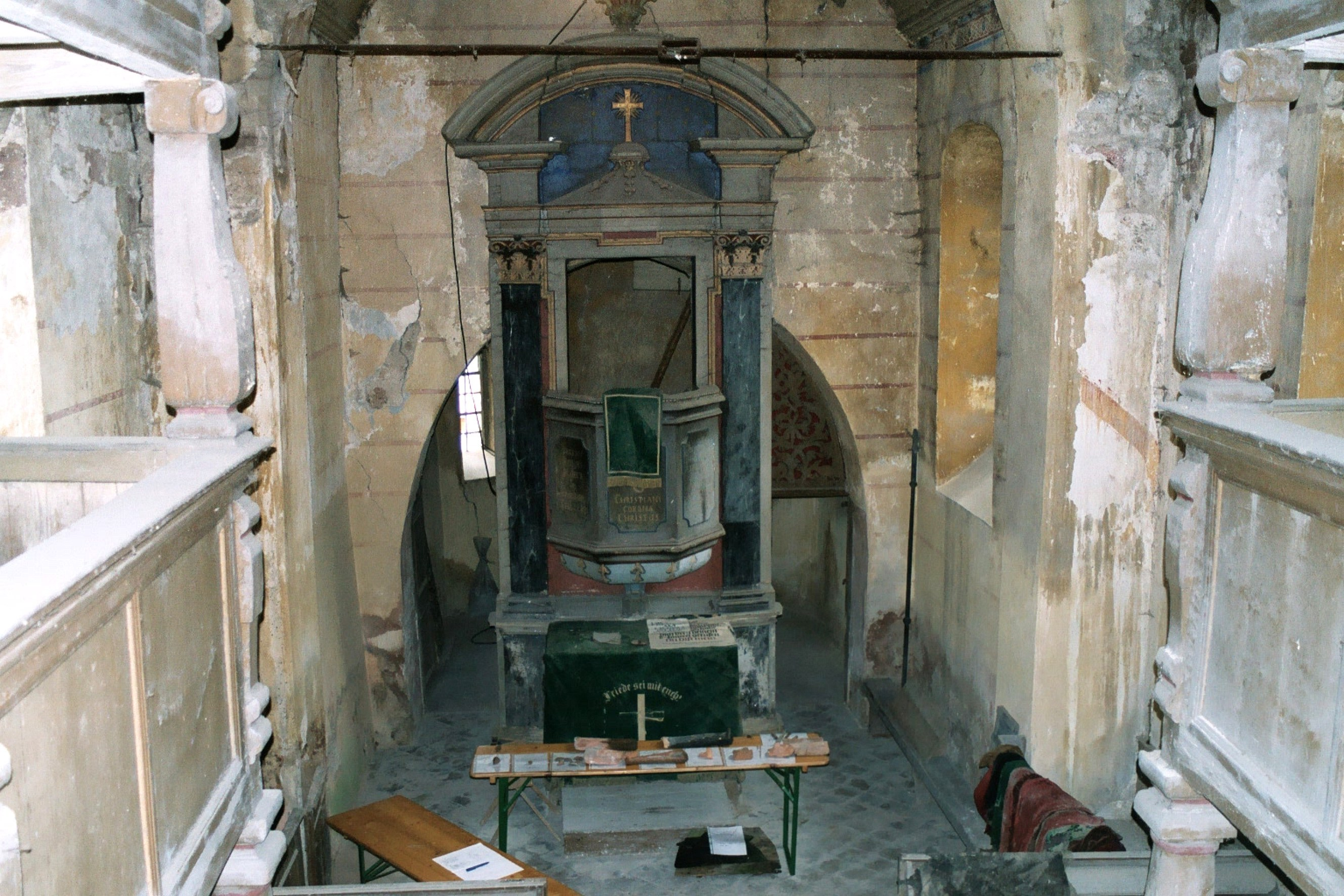
Innenraum, 2003

Der Innenraum wird in Chor und Kirchenschiff durch Holztonnen überspannt, die Reste einer Sternenhimmel-Malerei zeigen. Diese wurde im Altar- bzw. Turmraum restauriert. Der Chorraum hinter dem Altar dient heute als Sakristei und ist mit einer flachen Holzdecke versehen. Der Kanzelaltar wird von korinthischen Pilastern flankiert, der flache, polygonale Schalldeckel wird von einem Kreuz bekrönt. Am fünfseitigen Kanzelkorb sind rechteckige Spruchfelder angebracht. Links und rechts des Altars sind seitliche Verschläge mit Türen angebracht.
Die Empore ist hufeisenförmig und doppelgeschossig, sie ruht auf schlichten Säulen.

## Orgel
Die heutige Orgel wurde 1878 durch August Apel aus Querfurt erbaut. Das mechanische Instrument umfasst sechs klingende Stimmen auf einem Manual und Pedal. Die Orgel ist nicht spielbar und in einem schlechten Zustand.

## Glocke

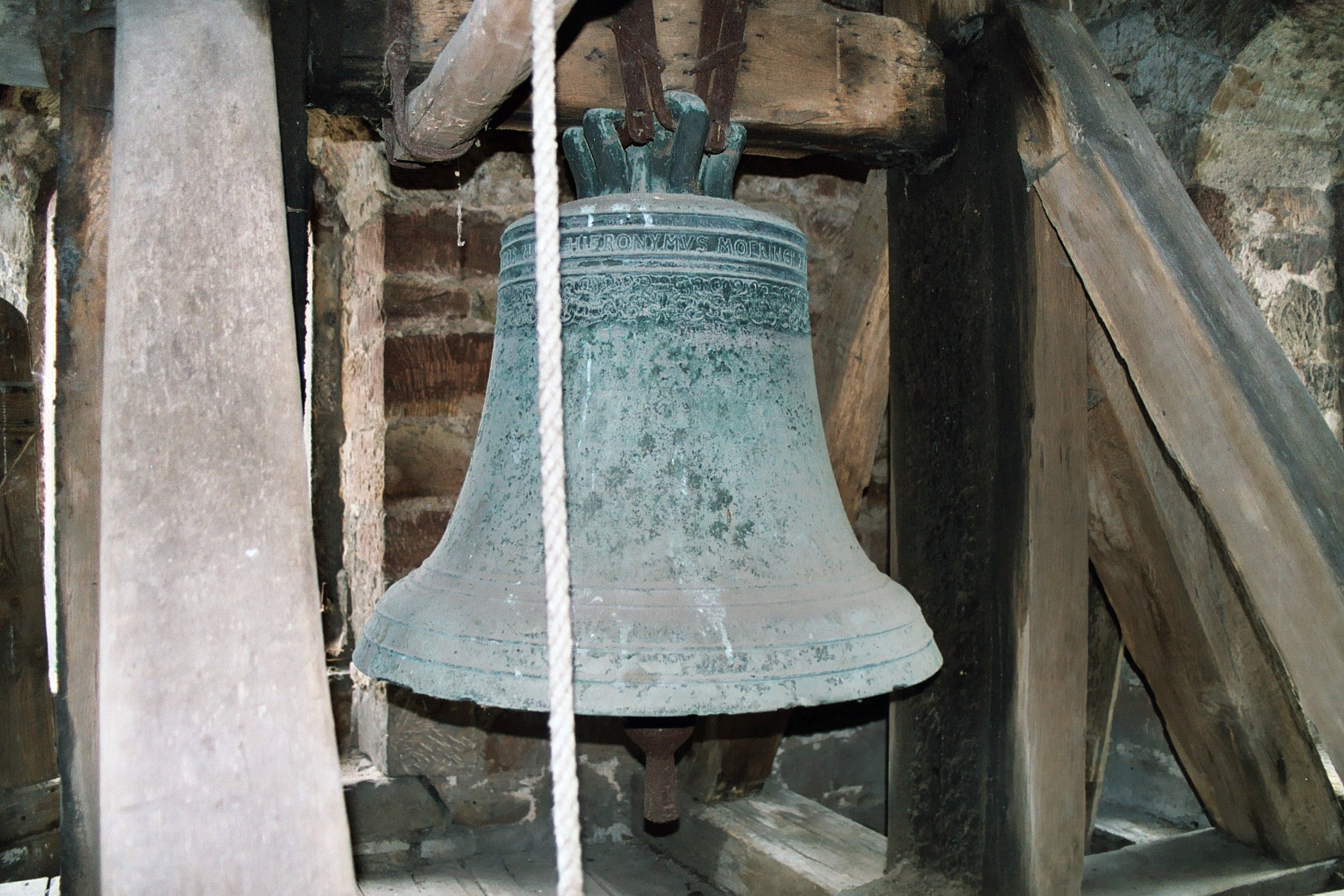
Glocke

Bis 1917 waren zwei Glocken vorhanden, die in einem hölzernen Bockstrebenstuhl hingen. Die kleinere Glocke ist heute noch erhalten. Sie entstammt der Gießerei von Hieronymus Moehringk aus Erfurt und wiegt ca. 350 kg. Das an einem geraden Joch hängende Instrument ist ausschließlich per Hand zu läuten und erklingt im Nominal b′.